# Lamarosa
Lamarosa is een plaats (freguesia) in de Portugese gemeente Coimbra en telt 2 189 inwoners (2001).